# Соколівська сільська рада (Жашківський район)
Соколі́вська сільська́ ра́да — адміністративно-територіальна одиниця та орган місцевого самоврядування в Жашківському районі Черкаської області. Адміністративний центр — село Соколівка.

## Загальні відомості
- Населення ради: 1 290 осіб (станом на 2001 рік)

## Населені пункти
Сільській раді були підпорядковані населені пункти:
- с. Соколівка

## Склад ради
Рада складалась з 16 депутатів та голови.
- Голова ради:
- Секретар ради: Байдаєва Катерина Миколаївна

### Керівний склад попередніх скликань
| Прізвище, ім'я, по батькові | Основні відомості | Дата обрання | Дата звільнення |
| --------------------------- | ----------------- | ------------ | --------------- |
|                             |                   |              |                 |
|                             |                   |              |                 |

Примітка: таблиця складена за даними сайту Верховної Ради України

### Депутати
За результатами місцевих виборів 2010 року депутатами ради стали:

#### За суб'єктами висування
| Суб'єкт висування | Кількість обраних депутатів | %    |
| ----------------- | --------------------------- | ---- |
| Самовисування     | 10                          | 62,5 |
| Партія регіонів   | 6                           | 37,5 |

#### За округами
| № округу        | Прізвище, ім'я, по батькові      | Дата визнання обраним | Освіта             | Партійна приналежність                | Відомості про обраного депутата                                               |
| --------------- | -------------------------------- | --------------------- | ------------------ | ------------------------------------- | ----------------------------------------------------------------------------- |
| Партія регіонів |                                  |                       |                    |                                       |                                                                               |
| 2               | Кучер Володимир Іванович         | 01.11.2010            | вища               | член Партії регіонів                  | Амбулаторія загальної практики — сімейної медицини, головнийлікар             |
| 7               | Шевчук Микола Григорович         | 01.11.2010            | вища               | член Партії регіонів                  | тимчасово не працює                                                           |
| 11              | Дубчак Петро Іванович            | 03.11.2010            | середня            | член Партії регіонів                  | тимчасово не працює                                                           |
| 12              | Бутилюк Надія Миколаївна         | 01.11.2010            | середня спеціальна | позапартійна                          | Виконавчий комітет Соколівської сільської ради, спеціаліст-землевпо-рядник    |
| 13              | Байдаєва Катерина Миколаївна     | 01.11.2010            | вища               | позапартійна                          | Виконавчий комітет Соколівської сільської ради, секретар                      |
| 15              | Бутилюк Петро Миколайович        | 01.11.2010            | середня спеціальна | позапартійний                         | ТОВ «Ведестат», механік автомобіль-ної колони                                 |
| Самовисування   |                                  |                       |                    |                                       |                                                                               |
| 1               | Серветник Наталія Василівна      | 01.11.2010            | вища               | позапартійна                          | ПОП «Соколівка», головнийбухгалтер                                            |
| 3               | Бадрак Василь Володимирович      | 01.11.2010            | середня спеціальна | член Політичної партії «Наша Україна» | тимчасово не працює                                                           |
| 4               | Батула Олександр Миколайович     | 01.11.2010            | незакінчена вища   | позапартійний                         | тимчасово не працює                                                           |
| 5               | Полишвайко Людмила Володимирівна | 01.11.2010            | вища               | позапартійна                          | ПОП «Соколівка», касир                                                        |
| 6               | Звіздовський Юрій Михайлович     | 01.11.2010            | середня спеціальна | позапартійний                         | Соколівська загальноосвітня школа, вчитель                                    |
| 8               | Дереневич Василь Володимирович   | 01.11.2010            | середня спеціальна | позапартійний                         | ПОП «Соколівка», бригадир тракторної бригади                                  |
| 9               | Міщенко Олександр Володимирович  | 01.11.2010            | середня спеціальна | член Народної партії                  | ПОП «Соколівка», бригадир будівельної бригади                                 |
| 10              | Міщенко Наталя Іванівна          | 01.11.2010            | середня спеціальна | член Народної партії                  | ПОП «Соколівка», бухгалтер                                                    |
| 14              | Байдаєв В'ячеслав Демійович      | 01.11.2010            | середня спеціальна | позапартійний                         | Дрогобицький автокрановий завод, директор з впровад-ження новітніх технологій |
| 16              | Косенюк Олександр Володимирович  | 01.11.2010            | вища               | позапартійний                         | приватний підприємець                                                         |

## Природно-заповідний фонд
На землях сільради розташовано гідрологічний заказник місцевого значення Лебедине озеро.